# Ammassivik
Ammassivik (ortografia antiga: Angmagssivik) é um assentamento no município de Kujalleq, sul da Gronelândia. Em 2010 contava com 74 habitantes. O assentamento foi fundado em 1889 como Sletten e em 1899 foi construída uma escola no assentamento por missionários dinamarqueses, que em 2005 tinha 6 estudantes. Em 1922 o assentamento tornou-se um centro comercial.

## População
A maioria dos assentamentos em Kujalleq, no sul da Gronelândia apresentam padrões de crescimento populacional negativos. Ammassivik perdeu mais de metade da sua população.